# Gotthard Broemse

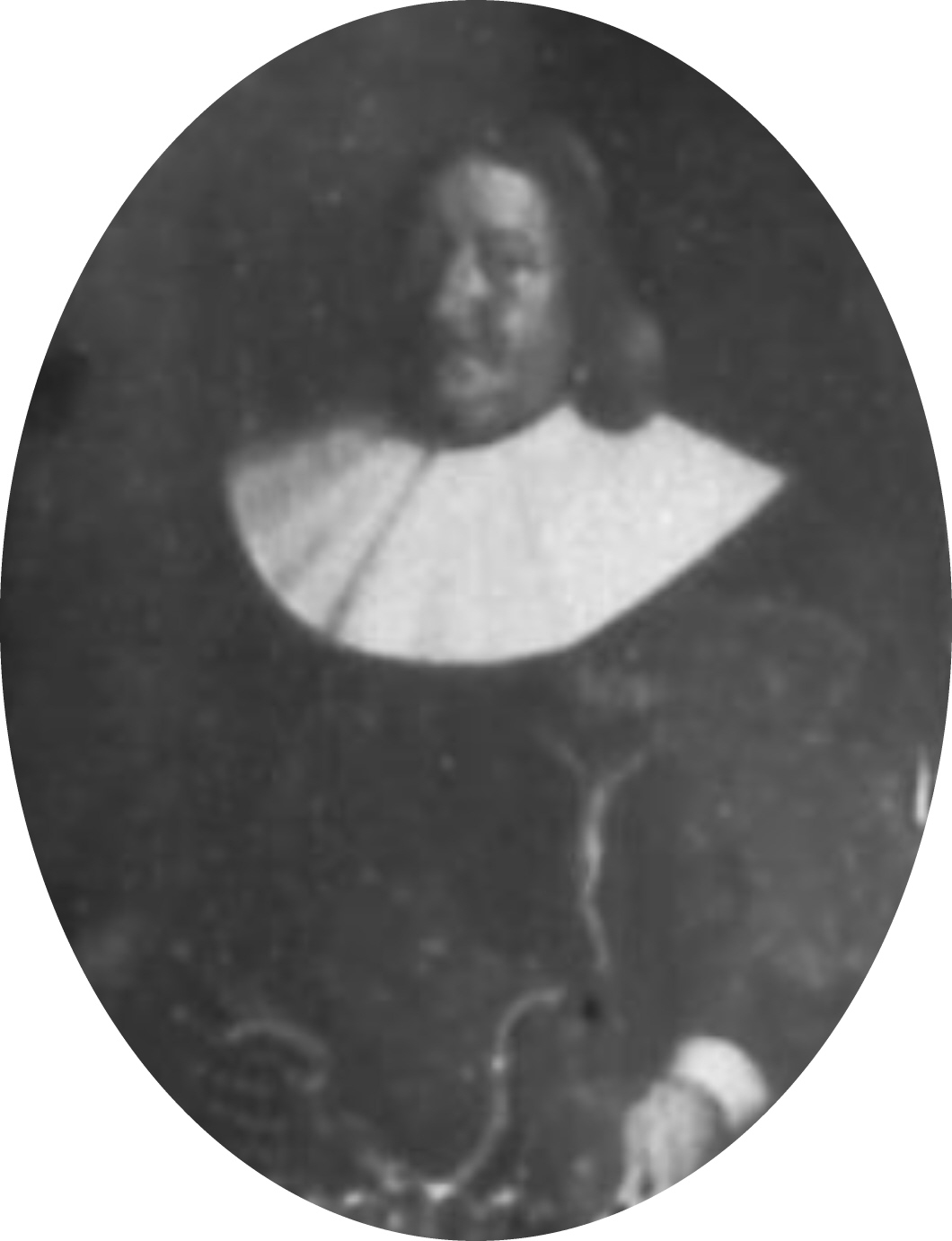
Gotthard Broemse (Porträt des 1942 vernichteten Epitaphs)

Gotthard Broemse (* 1607 in Lübeck; † 24. Oktober 1673 ebenda) war ein Ratsherr der Hansestadt Lübeck.

## Leben
Gotthard Broemse war der Sohn des 1632 verstorbenen Lübecker Ratsherrn  Heinrich Brömse. Sein älterer Bruder Dietrich Brömse wurde 1644 in den Rat gewählt, starb aber bereits im selben Jahr. Gotthard Broemse war seit 1630 Mitglied der patrizischen Zirkelgesellschaft und wurde nach dem Tode seines Bruders Dietrich 1646 zum Ratsherrn erwählt. Er hatte von seinem Vater die Lübschen Güter Krummesse, Kronsforde und Niemark geerbt. 1645 veranlasste er den Neubau des Gutshauses in Krummesse. Im Gegensatz zu den anderen landbesitzenden Patriziern Lübecks verhielt er sich in den Auseinandersetzungen mit den Handwerkern 1667 neutral und verblieb 1669 im Rat.
Er war mit einer Tochter des Lübecker Ratsherrn Bernhard Wedemhof verheiratet. Sein Epitaph in der Lübecker Marienkirche mit einem Gemälde von Franz Oesterreich verbrannte beim Luftangriff auf Lübeck 1942.